# Eddie Phillips
Pour les articles homonymes, voir Phillips.
Eddie Phillips est un acteur américain né le 14 août 1899 à Philadelphie, Pennsylvanie (États-Unis), décédé le 22 février 1965 à North Hollywood (Californie).

## Filmographie
- 1921 : Le Signal de l'amour (The Love Light) de Frances Marion : Mario Carlotti
- 1921 : The Scarab Ring (en) d'Edward José : Burton Temple
- 1921 : Just Around the Corner (en) de  Frances Marion : Joe Ullman
- 1922 : The Good Provider de Frank Borzage : Broadway Sport
- 1923 : Lost in a Big City de George Irving : Trooper Ned Livingston
- 1923 : Fog de Paul Powell : Gordon Ruggles
- 1923 : The Nth Commandment de Frank Borzage : Jimmie Fitzgibbons
- 1924 : Through the Dark (en) de George William Hill : The 'Glad Rag' Kid
- 1924 : George Washington Jr. (en) de Malcolm St. Clair : Robert Lee Hopkins
- 1924 : Flapper Wives (en) de Justin H. McCloskey et Jane Murfin : Tony
- 1924 : Women Who Give (en) de Reginald Barker : Noah Swift
- 1924 : The Plunderer (en) de George Archainbaud : Richard Townsend
- 1924 : The Beauty Prize (en) de Lloyd Ingraham : Eddie Schwartz
- 1924 : Virtue's Revolt (en) de James Chapin : Elton Marbridge
- 1924 : On the Stroke of Three (en) de F. Harmon Weight : Austin Dudley
- 1924 : On Probation (en) de Charles Hutchison : Phil Coleman
- 1924 : Cœur de chien (Black Lightning) de James Patrick Hogan : Ez Howard
- 1925 : Pari tragique (Capital Punishment) de James Patrick Hogan : garçon condamné
- 1925 : The Mansion of Aching Hearts : A 'Sheik'
- 1925 : Silent Pal : David Kingston
- 1925 : Speed : Jack Cartwright
- 1925 : Under the Rouge : Skeeter
- 1925 : Shattered Lives (en) de Henry McCarty : Red Myers
- 1925 : Wild West : Bob Miller
- 1925 : The Merchant of Weenies
- 1925 : Account of Monte Cristo
- 1925 : Peggy of the Secret Service : Hal Tracey
- 1926 : The Phantom of the Forest : Frank Wallace
- 1926 : Last of the Mohegians
- 1926 : The King of the Turf (en) : Dude Morlanti
- 1926 : Out of the Storm de  Louis J. Gasnier : Leonard Keith
- 1926 : Lightning Hutch : Clifford Price
- 1926 : Une riche veuve (Footloose Widows) : 'Tuxedo' Eddie
- 1926 : The Bells : Christian
- 1926 : Benson at Calford : Don Trent
- 1926 : The Collegians : Don Trent
- 1926 : April Fool : Joseph Applebaum
- 1926 : Fighting to Win : Don Trent
- 1926 : Making Good : Don Trent
- 1926 : The Last Lap : Don Trent
- 1927 : Savage Passions
- 1927 : Around the Bases : Don Trent
- 1927 : The Fighting Spirit : Don Trent
- 1927 : The Relay : Don Trent
- 1927 : The Cinder Path : Don Trent
- 1927 : Flashing Oars : Don Trent
- 1927 : Breaking Records : Don Trent
- 1927 : Paying the Price
- 1927 : The Little Firebrand : William
- 1927 : Crimson Colors : Don Trent
- 1927 : The Winning Five : Don Trent
- 1927 : The Dazzling Co-Ed : Don Trent
- 1927 : A Fighting Finish : Don Trent
- 1927 : Samson at Calford : Don Trent
- 1927 : Splashing Through : Don Trent
- 1927 : The Winning Punch : Don Trent
- 1927 : Running Wild : Don Trent
- 1928 : The Winning Goal : Don Trent
- 1928 : The Fourflusher : Robert Riggs
- 1928 : Sliding Home : Don Trent
- 1928 : Finders Keepers : Kenneth
- 1928 : L'Âme d'une nation (We Americans), d'Edward Sloman : Pete Albertini
- 1928 : Honeymoon Flats : Mr. French
- 1928 : Lonesome : Sportive gentleman
- 1928 : The Junior Year : Don Trent
- 1928 : Calford vs. Redskins : Don Trent
- 1928 : Burning Bridges : Tommy Wilkins
- 1928 : Kicking Through : Don Trent
- 1928 : Calford in the Movies : Don Trent
- 1928 : Paddling Co-Eds : Don Trent
- 1928 : Fighting for Victory : Don Trent
- 1928 : Dear Old Calford : Don Trent
- 1928 : Calford on Horseback : Don Trent
- 1928 : The Bookworm Hero : Don Trent
- 1929 : Speeding Youth : Don Trent
- 1929 : The Winning Point : Don Trent
- 1929 : Farewell : Don Trent
- 1929 : King of the Campus : Don Trent
- 1929 : The Rivals : Don Trent
- 1929 : Scandal : Pancho
- 1929 : On Guard : Don Trent
- 1929 : Junior Luck : Don Trent
- 1929 : Un jour de veine (His Lucky Day) d'Edward F. Cline : Spider
- 1929 : Cross Country Run : Don Trent
- 1929 : Sporting Courage : Don Trent
- 1929 : College Love : Flash Thomas
- 1929 : The Varsity Drag : Don Trent
- 1929 : Flying High : Don Trent
- 1929 : On the Sidelines : Don Trent
- 1929 : Use Your Feet : Don Trent
- 1929 : Splash Mates : Don Trent
- 1929 : Graduation Daze : Don Trent
- 1930 : Chasing Rainbows de Charles Reisner : Cordova
- 1930 : Dancing Sweeties (en) de Ray Enright : Needles Thompson
- 1930 : Big Boy (en) d'Alan Crosland : Coley Reed
- 1931 : A Private Scandal : Eddie
- 1932 : Dream House : Reginald Duncan
- 1932 : Mis à l'épreuve (Probation), de Richard Thorpe : Alan Wells
- 1932 : Passport to Paradise : Gordon Battle
- 1932 : Racing Youth : Van
- 1932 : L'Âme du ghetto (Symphony of Six Million) : Birdie's Husband
- 1932 : Night World : Vaudevillian
- 1932 : Red-Headed Woman : Gerste's Dinner Guest
- 1932 : Unashamed : Aide to District Attorney Harris
- 1932 : Le Treizième invité (The Thirteenth Guest) : Thor Jensen
- 1932 : L'Express fantôme (The Phantom Express) d'Emory Johnson : Dick Walsh (posing as Bruce)
- 1932 : A Scarlet Week-End
- 1932 : A Strange Adventure : Claude Wayne
- 1932 : The Racing Strain : Speed Hall
- 1933 : The Mystic Hour (en) de Melville De Lay : Bradley Thurston
- 1933 : Private Detective 62 de Michael Curtiz : Boy Friend
- 1933 : Cross Fire : Bert King
- 1933 : Police Call : Hymie
- 1933 : Her Forgotten Past : Dan Simmons
- 1933 : Saturday's Millions : Reporter
- 1933 : Frozen Assets
- 1934 : Three on a Honeymoon de James Tinling : Guest at Farewell Party
- 1934 : Woman Unafraid : Mack
- 1934 : City Park : Pool Shark
- 1934 : Fighting to Live : Joe Gilmore
- 1934 : Three Chumps Ahead
- 1934 : Death on the Diamond de Edward Sedgwick : Man in broadcasting booth at game
- 1934 : Port of Lost Dreams : Constolos' Lawyer
- 1934 : One Hour Late : Elevator Starter
- 1935 : The Ivory-Handled Gun : Bill Ward as a young man
- 1935 : Sur le velours (Living on Velvet) de Frank Borzage : Eddie at Party
- 1935 : Circumstantial Evidence : Harris
- 1935 : Princess O'Hara : Drunk
- 1935 : Roaring Roads
- 1935 : Border Vengeance (en) de Ray Heinz
- 1935 : Code of the Mounted : Henchman Louie
- 1935 : Adventurous Knights
- 1935 : Danger Ahead
- 1935 : Trails of the Wild : Bushwhacker
- 1935 : The Throwback (en) de Ray Taylor : Milt Fergus
- 1935 : Cinquante mille dollars morte ou vive (Three Kids and a Queen) d'Edward Ludwig  : Gangster
- 1935 : The Pace That Kills : Dan
- 1936 : Exclusive Story (en) de George B. Seitz : Friend
- 1936 : Épreuves (Next Time We Love) : Ticket Taker
- 1936 : Ring Around the Moon : Charlie
- 1936 : The Millionaire Kid (en) de Bernard B. Ray : Joe Toronto
- 1936 : Wildcat Trooper : Bob Reynolds
- 1936 : Un poing… c'est tout ! (Born to Fight) de Charles Hutchison : Duffy
- 1936 : Phantom Patrol : Henchman Emile
- 1936 : Bonne Blague (Wedding Present) : Reporter
- 1936 : Ambush Valley (en) de Bernard B. Ray : Clay Morgan
- 1936 : Vengeance of Rannah (en) de Bernard B. Ray : Henchman Macklin
- 1936 : Easy to Take : Reporter
- 1936 : Robinson Crusoe of Clipper Island : Ellsworth's Male Secretary
- 1937 : Smoke Tree Range (en) de Lesley Selander : Sandy's friend
- 1937 : S.O.S. Coast Guard (en) : Boat heavy
- 1937 : L'Espionne de Castille (The Firefly) : Captain
- 1937 : Federal Bullets : Henchman Durkin
- 1940 : Two Girls on Broadway : Reporter
- 1940 : You're Not So Tough : Jorgenson
- 1940 : Colorado (en) de Joseph Kane : Lieutenant Morgan
- 1941 : Law of the Timber (en) de Bernard B. Ray : Sam Cain
- 1941 : Forbidden Trails : Convict
- 1942 : Texas Manhunt : Henchman Nate Winters
- 1942 : Billy the Kid Trapped : Stage Driver Dave Evans
- 1942 : Stagecoach Express : Henchman
- 1942 : Ghost Town Law : Ted Hall
- 1942 : Troubles au Texas (Texas Trouble Shooters) : Wade Evans, posing as Bret Travis
- 1943 : G-men vs. the Black Dragon : Laundry Clerk Thug [Ch.9]
- 1943 : Murder in Times Square
- 1943 : L'Amour travesti (Slightly Dangerous) : Reporter
- 1943 : Secret Service in Darkest Africa : Bisra [Ch. 8]
- 1943 : Hail to the Rangers : Henchman Eaves
- 1943 : The Masked Marvel : Pier warehouse bomb expert [Chs. 6-7]
- 1943 : Death Valley Manhunt : Deputy Marshal Blaine
- 1944 : Cyclone Prairie Rangers (en) : Henchman
- 1948 : Dangers of the Canadian Mounted : Baker
- 1948 : L'Enjeu (State of the Union) de Frank Capra : Television Man
- 1949 : Faites vos jeux (Any Number Can Play) : Poker Player
- 1949 : L'enfer est à lui (White Heat) : T-man
- 1952 : Buffalo Bill in Tomahawk Territory (en) : Blake
- 1952 : L'Ivresse et l'amour (Something to Live For) de George Stevens